# Ulvi Ganizadé
Ulvi Ganizade est un lutteur azerbaïdjanais, spécialiste de lutte gréco-romaine. Il a remporté la médaille d'or aux Championnats d'Europe de lutte 2023.

## Biographie
Ulvi Ganizadé est né le 1er janvier 1999 dans la ville de Sumqayıt.

## Carrière
Ulvi Ganizadé a remporté la médaille de bronze des moins de 72 kg aux Championnats d'Europe de lutte 2020 qui se sont tenus à Rome, en Italie.
Il est médaillé de bronze des moins de 72 kg aux Championnats du monde de lutte 2021 qui se sont tenus à Belgrade, en Serbie.
U. Ganizadé a également remporté la médaille de bronze aux Championnats d'Europe de lutte 2022 qui se sont tenus à Budapest, en Hongrie. Il est médaillé d'argent aux Jeux de la solidarité islamique de 2021 qui se sont tenus à Konya, en Turquie. 
Il est médaillé d'argent des moins de 72 kg aux Championnats du monde de lutte 2022.
Lors des Championnats d'Europe de lutte 2023, Ulvi Ganizadé remporte la finale des moins de 72 kg contre le représentant français Ibrahim Ghanem.